# Ammothea profunda
Ammothea profunda is een zeespin uit de familie Ammotheidae. De soort behoort tot het geslacht Ammothea. Ammothea profunda werd in 1961 voor het eerst wetenschappelijk beschreven door Losina-Losinsky. 